# The Suburbans
The Suburbans é um filme estadunidense de comédia dramática de 1999 que satiriza o entusiasmo da revitalização de bandas da década de 1980. O filme tenta usar da música dos anos 90 e compará-lo com a cena mais simples dos anos 80. É estrelado por Donal Lardner Ward, Craig Bierko, Will Ferrell e Tony Guma como a banda de um sucesso The Suburbans e Jennifer Love Hewitt, a executiva da gravadora, que quer restabelecer a fama da banda. Ward também co-escreveu e dirigiu o filme.
The Suburbans estreou no Sundance Film Festival em 25 de janeiro de 1999. Ele foi lançado em um número muito limitado de telas (11) em 29 de outubro do mesmo ano, e arrecadando $11,130, é considerado falido comercialmente. Dos dez comentários contados no Rotten Tomatoes, todos os dez são negativos.

## Sinopse
Em 1998, Danny, Mitch, Gil e Rory, anteriormente conhecidos como a banda de um único sucesso há muito esquecido, The Suburbans, se reúnem para realizar seu único single de sucesso em um dos casamentos dos membros da banda. Depois do show, Cate, uma nova gravadora, se aproxima deles e sugere filmar um show de reunião pay-per-view que acabaria por restabelecer a fama da banda. Os quatro, mais relutantes do que não, concordam e, posteriormente, enfrentam as ramificações em suas vidas pessoais, à medida que a produção do programa contrasta sua antiga imagem do rock 'n' roll com seu estilo de vida suburbano agora de classe média. Logo fica evidente que Cate é provavelmente a única fã restante da banda, que, por interesse pessoal, colocou sua própria carreira em risco.

## Elenco
- Jennifer Love Hewitt como Cate, uma executiva da gravadora, que quer restabelecer a fama da banda.
- Donal Lardner Ward como Danny, o vocalista do The Suburbans
- Craig Bierko como Mitch, o guitarrista do The Suburbans
- Will Ferrell como Gil, o baixista do The Suburbans
- Tony Guma como Rory, o baterista do The Suburbans
- Ben Stiller como Jay Rose, dono de uma gravadora
- Jerry Stiller como Speedo Silverberg, dono de uma gravadora
- Amy Brenneman como Grace, a namorada de Danny
- Bridgette Wilson como Lara, a namorada de Rory
- Perrey Reeves como Amanda
- Robert Loggia como Jules
- David LaChapelle como Thorlakur
- J. J. Abrams como jornalista de rock
- Dick Clark como ele mesmo
- Kurt Loder como ele mesmo
- A Flock of Seagulls como eles mesmos